# Matt Todd
Matthew Brendon Todd (Christchurch, 24 de marzo de 1988) es un jugador neozelandés de rugby que se desempeña como ala y juega en los Crusaders del Super Rugby. Es internacional con los All Blacks desde 2013.

## Selección nacional
Steve Hansen lo convocó a los All Blacks para disputar los test matches de mitad de año 2013 y debutó contra Les Bleus.
En total lleva hasta el momento 17 partidos jugados y un try marcado (5 puntos).

## Palmarés
- Campeón de The Rugby Championship de 2013, 2016 y 2017.
- Campeón del Super Rugby de 2017 y 2018.
- Campeón de la Mitre 10 Cup de 2009, 2010, 2012, 2013, 2015, 2016 y 2017.